# Caihame Esis Steines Jorge
Caihame Esis Steines Jorge (* 11. Februar 1987 in Barueri), auch Caihame genannt,  ist ein brasilianischer Fußballspieler.

## Karriere
Caihame Esis Steines Jorge stand bis Ende 2008 beim Campinas FC in Campinas im brasilianischen Bundesstaat São Paulo unter Vertrag. Im Februar 2009 wechselte er nach Europa. Hier schloss er sich in der Slowakei dem FC Petržalka 1898 an. Der Verein aus Bratislava spielte in der ersten Liga des Landes, der Fortuna liga. Mitte 2009 wechselte er nach Tschechien zum Erstligisten SK Sigma Olmütz. Mit dem Verein aus Olmütz spielte er in der ersten Liga, der 1. česká fotbalová liga. Für den Klub absolvierte er vier Erstligaspiele. 2010 kehrte er in seine Heimat zurück. Hier spielte er bis Mitte 2015 für Grêmio Osasco Audax, EC Santo André, União Agrícola Barbarense FC und CA Sorocaba. Im Juli 2015 zog es ihn nach Asien. Hier unterschrieb er in Thailand einen Vertrag beim TOT SC. Der Verein aus der thailändischen Hauptstadt Bangkok spielte in der ersten Liga, der Thai Premier League. Ende 2015 musste er mit TOT den Weg in die zweite Liga antreten. Für TOT absolvierte er zehn Erstligaspiele. Nach Vertragsende war er bis August 2016 vertrags- und vereinslos. Von August 2016 bis Mai 2020 spielte er für die brasilianischen Vereine CA Juventus, Rio Preto EC, CA Penapolense und Nacional AC. Seit Mai 2020 ist er wieder vertrags- und vereinslos.